# Унгун-Тёречи (озеро)
Унгун-Тёречи или Унгун-Теричи, Унгун-Тёрячи (калм. Уңһн Төөрәч) — пересыхающее бессточное солёное озеро в Малодербетовском районе Калмыкии.
Относится к Западно-Каспийскому бассейновому округу. Входит в систему Сарпинских озёр. Озеро расположено в Сарпинско-Даванской ложбине между озёрами Пришиб (Алматин) и Ханата.

## Название
По легенде название озера связано с тем, что когда-то в мае месяце настали большие холода и пошел снег. В это время заблудились несколько жеребят, которые попались волкам приблизительно в данной местности, потому и название «Уңһн Төөрәч»

## Физико-географическая характеристика

### Происхождение
Как и другие озёра водной системы Сарпинско-Даванской ложбины озеро Унгун-Тёрячи имеет реликтовое происхождение. Формирование озера связано с нижнехвалынской трансгрессией Каспийского моря. Озеро представляет собой реликт древней дельты, сформировавшейся на протяжении 7 — 8 тысяч лет на месте глубокого эстуария в конце позднего плейстоцена.

### Гидрология и климат
Озеро расположено в зоне резко континентального климата. В условиях значительного испарения роль дождевых осадков в водном режиме озера не велика. До ввода в эксплуатацию Сарпинской оросительно-обводнительной системы основным источником питания водоёма являлись осадки, выпадающие в зимний период. С конца 1970-х в озеро периодически поступает избыток воды из Сарпинской системы.

### Бассейн
Водосборная площадь — 338 км². В озеро впадает река Ялмата.

## Источник
- Атлас Республики Калмыкия, ФГУП «Северо-Кавказское аэрогеодезическое предприятие», Пятигорск, 2010 г., стр. 34